# George Parker (atleta)
George Richard Parker (Leichhardt, Nova Gal·les del Sud, 1897 - Sydney, 18 de juny de 1974) fou un atleta australià, especialista en marxa atlètica, que va competir a començaments del segle xx.
El 1920 va prendre part en els Jocs Olímpics d'Anvers, on disputà dues proves del programa d'atletisme. En els 3 km marxa guanyà la medalla de plata, mentre en els 10 km marxa abandonà en la final.
En el seu palmarès també destaquen tres títols nacionals d'1 i 3 milles.